# 3886 Shcherbakovia
3886 Shcherbakovia eller 1981 RU3 är en asteroid i huvudbältet som upptäcktes den 3 september 1981 av den rysk-sovjetiske astronomen Nikolaj Tjernych vid Krims astrofysiska observatorium på Krim. Den har fått sitt namn efter Sergej Vasil'evich Shcherbakov.
Asteroiden har en diameter på ungefär 18 kilometer.